# Keleti lakótelep
A Keleti lakótelep Mátészalka keleti szélén, a „Nagy végesi” (Nagyvég) kertek alatt épült.

## Története
1970-ben készült el a lakótelep részletes rendezési terve a belterület keleti részének beépítésére és még ugyanez évben elkezdődött a terület beépítése is.
1980-ban fejezték be beépítését és ekkor adták át a telep általános iskoláját is.
A lakótelephez tartozik a Bajcsy-Zsilinszky utca keleti szakasza és a Balassi Bálint utca déli része, a Hajdú utca déli szakasza és a Bánki Donát utca, Szokolay Örs utca, Zrínyi utca és Zrínyi köz és a park (Zrínyi honvédelmi park) is.
A lakótelepen az általános iskolán kívül óvoda és bölcsőde és játszótér is épült.

## Galéria

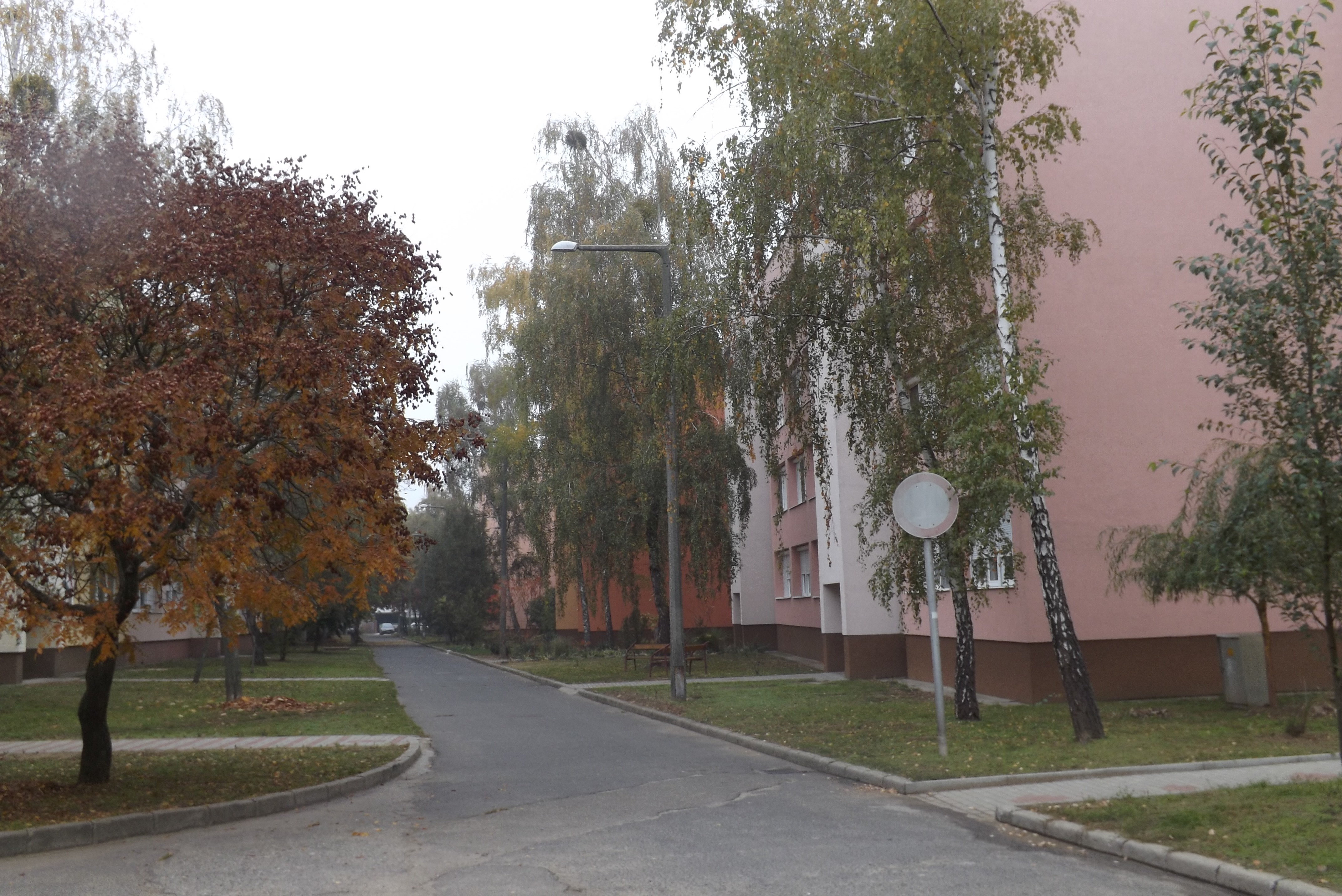
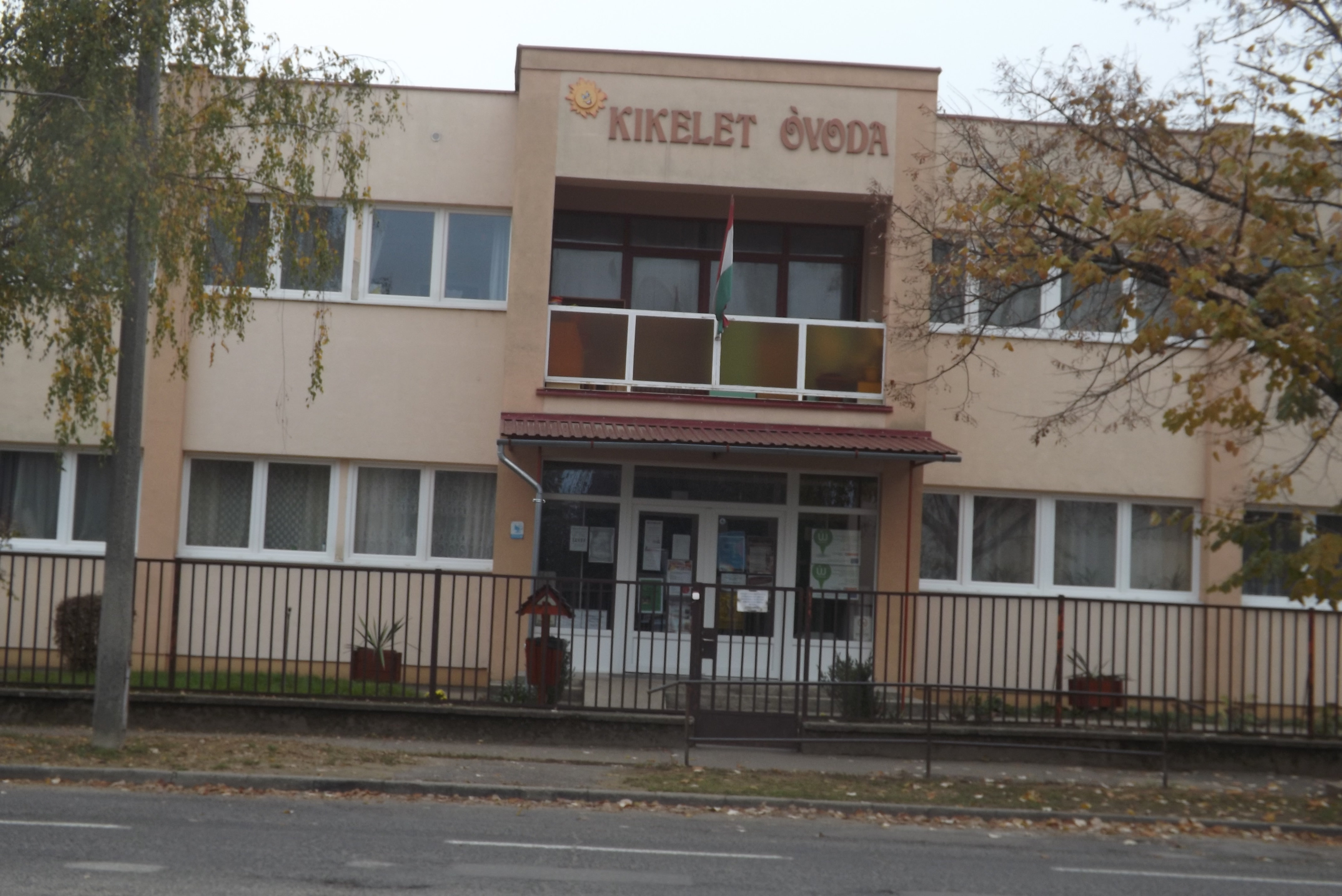
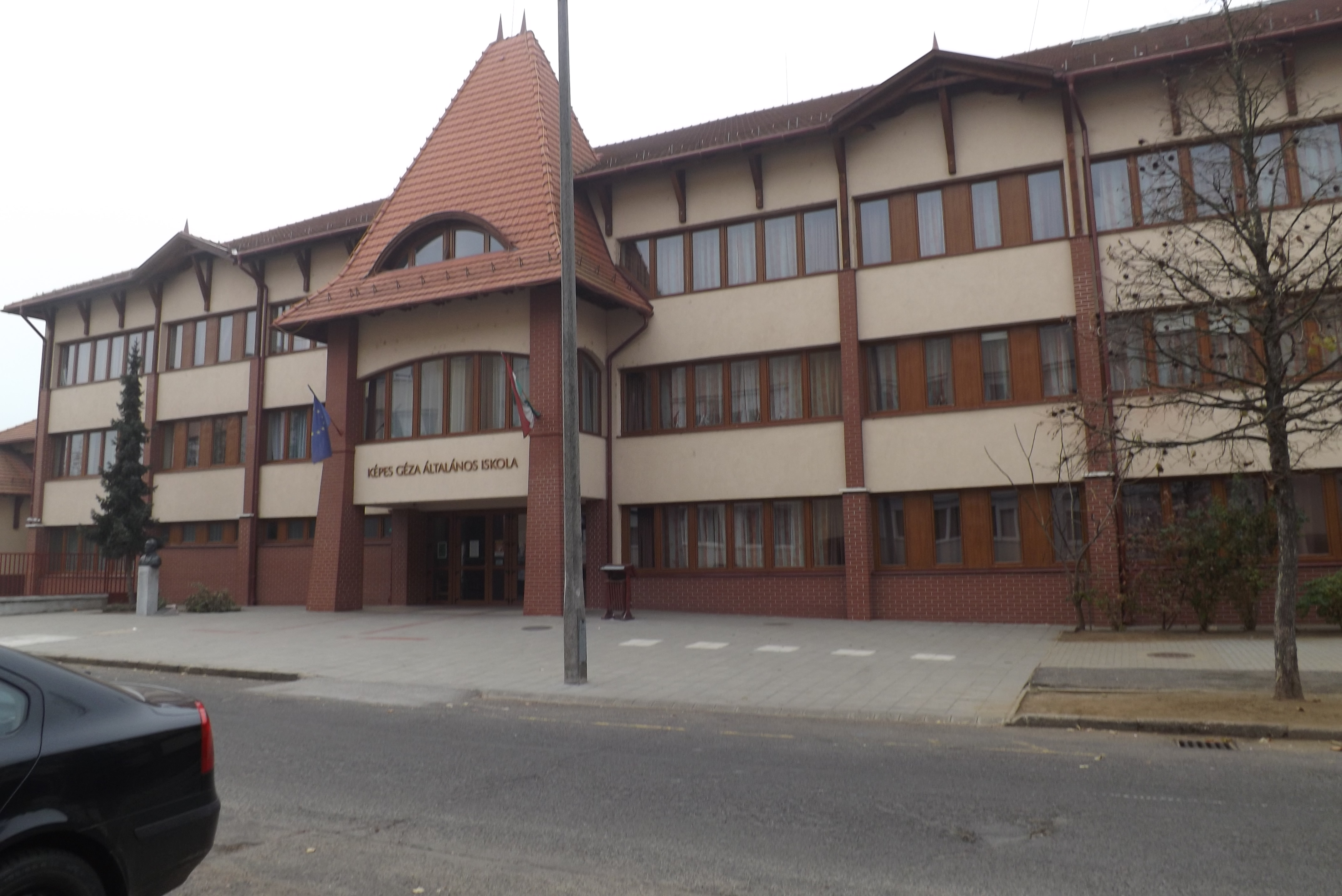
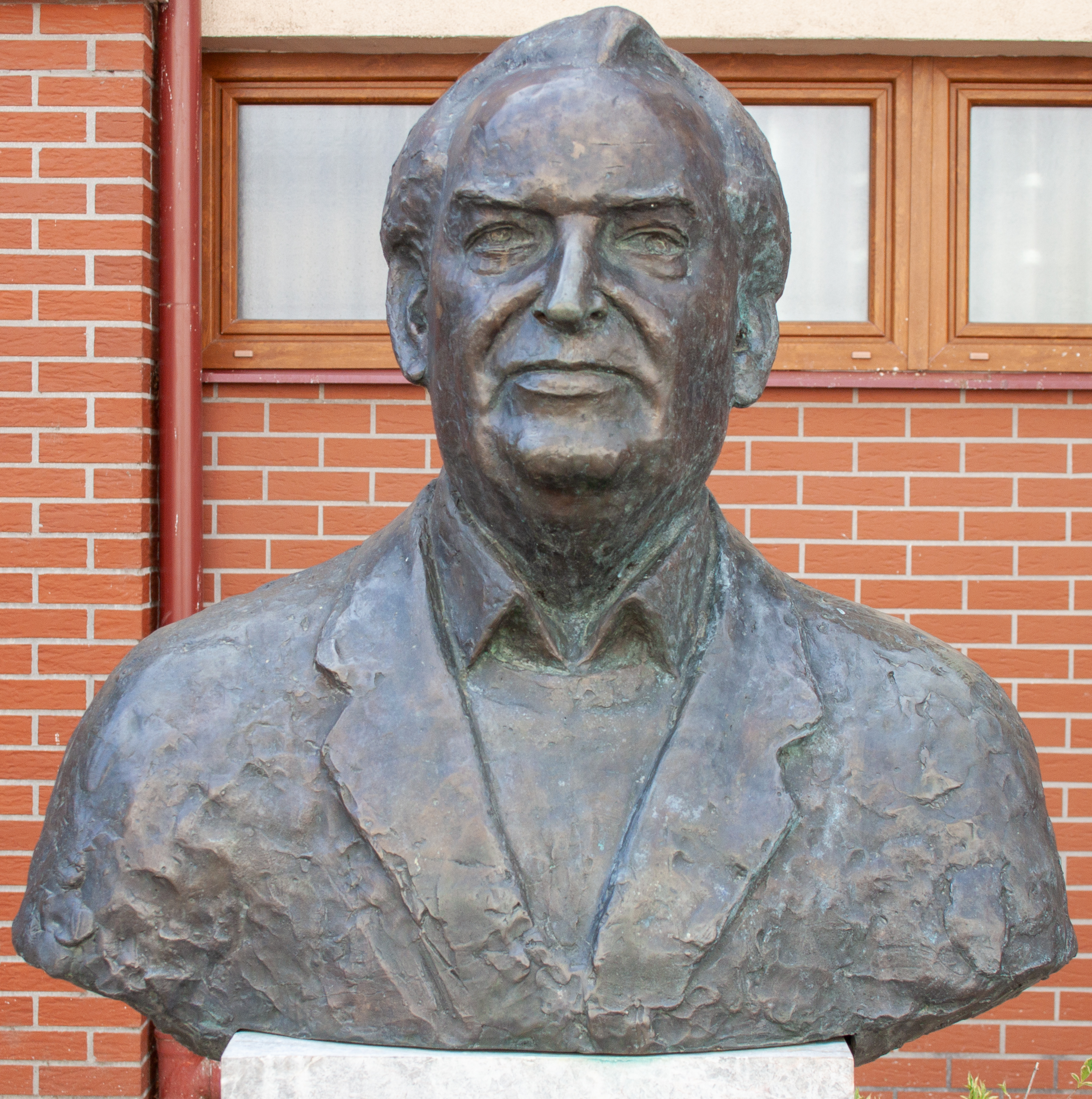